# كيمي نوب
كيمي نوب ، هي ملكة مصرية قديمة غير حاكمة أو زوجة ملك ، عاشت في عهد الأسرة الثالثة عشرة و ربما الثانية عشرة ، و بسبب دفنها بجوار هرم الملك أمنمحات الثاني في دهشور اقترح أن تكون زوجته، لكن لنفس ظروف دفنها يمكن أن تكون من فترة تالية على عهده.

## المعروف عنها
دفنت الملكة كيمي نوب بجوار أمين خزانة يدعى أمنحتب، و الذي ينتمي لعصر الأسرة الثالثة عشر ، كما أن نمط تابوتها و دفنها قريبين من طرق دفن الأسرة الثالثة عشر ، و هذه دلائل تدعم كونها ملكة من هذه الأسرة بدلا من الثانية عشرة ، و على العموم يشار إليها بأن اسم زوجها غير معروف حتى الآن بشكل قاطع.

## ألقابها
- زوجة الملك.[3]